# 11600 Сіполла
11600 Сіполла (11600 Cipolla) — астероїд головного поясу, відкритий 26 вересня 1995 року.
Тіссеранів параметр щодо Юпітера — 3,352.